# برادلي إم. غلاس
برادلي إم. غلاس هو محامي وسياسي أمريكي، ولد في 17 يناير 1931 في إيفانستون في الولايات المتحدة، وتوفي في 6 أغسطس 2015 في دودجفيل في الولايات المتحدة. نشط حزبياً في الحزب الجمهوري. وقد انتخب عضو مجلس نواب إلينوي ‏.